# Tyler Steen
Tyler Maxwell Steen (Miami, Florida; 24 de junio de 2000) más conocido como Tyler Steen, es un jugador profesional estadounidense de fútbol americano, se desempeña en la posición de lineman en Philadelphia Eagles, en la National Football League (NFL).

## Carrera
Hizo su debut profesional con el equipo Philadelphia Eagles, lleva jugando una temporada, comenzó en el 2023.